# Comuna Petriș, Arad
Petriș (în maghiară Marospetres) este o comună în județul Arad, Crișana, România, formată din satele Corbești, Ilteu, Obârșia, Petriș (reședința), Roșia Nouă și Seliște.
Comuna Petriș este compusă din următoarele șase sate:
- Petriș - localitate reședință de comună, situată la 2 km perpendicular pe DN 7, pe DJ 707.
- Ilteu - sat amplasat pe DN 7 la o distanță de 4 km față de reședința de comună.
- Seliște - sat învecinat cu Petrișul, situat la 1 km de acesta.
- Corbești - sat situat pe DJ 707, la 3 km de Petriș.
- Roșia-Nouă - sat situat la o distanță de 10 km pe DJ 707 față de reședința de comună.
- Obârșia - cel mai îndepărtat sat, situat pe DJ 707 la o distanță de 15 km față de Petriș.

## Istoric
Petrișul este atestat documentar din anul 1337 și se găsește pe actuala vatră din anul 1784.

## Demografie
Componența etnică a comunei Petriș
     Români (91,5%)
     Alte etnii (2,18%)
     Necunoscută (6,31%)
Componența confesională a comunei Petriș
     Ortodocși (72,64%)
     Penticostali (16,06%)
     Baptiști (2,1%)
     Alte religii (2,49%)
     Necunoscută (6,7%)
Conform recensământului efectuat în 2021, populația comunei Petriș se ridică la 1.283 de locuitori, în scădere față de recensământul anterior din 2011, când fuseseră înregistrați 1.525 de locuitori. Majoritatea locuitorilor sunt români (91,5%), iar pentru 6,31% nu se cunoaște apartenența etnică. Din punct de vedere confesional, majoritatea locuitorilor sunt ortodocși (72,64%), cu minorități de penticostali (16,06%) și baptiști (2,1%), iar pentru 6,7% nu se cunoaște apartenența confesională.

## Politică și administrație
Comuna Petriș este administrată de un primar și un consiliu local compus din 9 consilieri. Primarul, Ionel Gheorghe Berari[*], de la Partidul Național Liberal, este în funcție din octombrie 2020. Începând cu alegerile locale din 2024, consiliul local are următoarea componență pe partide politice:
|  | Partid                     | Consilieri | Componența Consiliului | Componența Consiliului | Componența Consiliului | Componența Consiliului |
|  | -------------------------- | ---------- | ---------------------- | ---------------------- | ---------------------- | ---------------------- |
|  | Partidul Național Liberal  | 4          |                        |                        |                        |                        |
|  | Partidul Social Democrat   | 3          |                        |                        |                        |                        |
|  | Uniunea Salvați România    | 1          |                        |                        |                        |                        |
|  | Partidul Mișcarea Populară | 1          |                        |                        |                        |                        |

## Monumente istorice
- Castelul Salbek

## Economia
Economia comunei cunoaște în prezent o dinamică puternică, cu creșteri importante semnalate în toate sectoarele de activitate.
Pomicultura și silvicultura dețin ponderi însemnate în economia locală. De asemenea, comuna dispune de resurse minerale exploatabile precum piritele de la Roșia Nouă.

## Turism

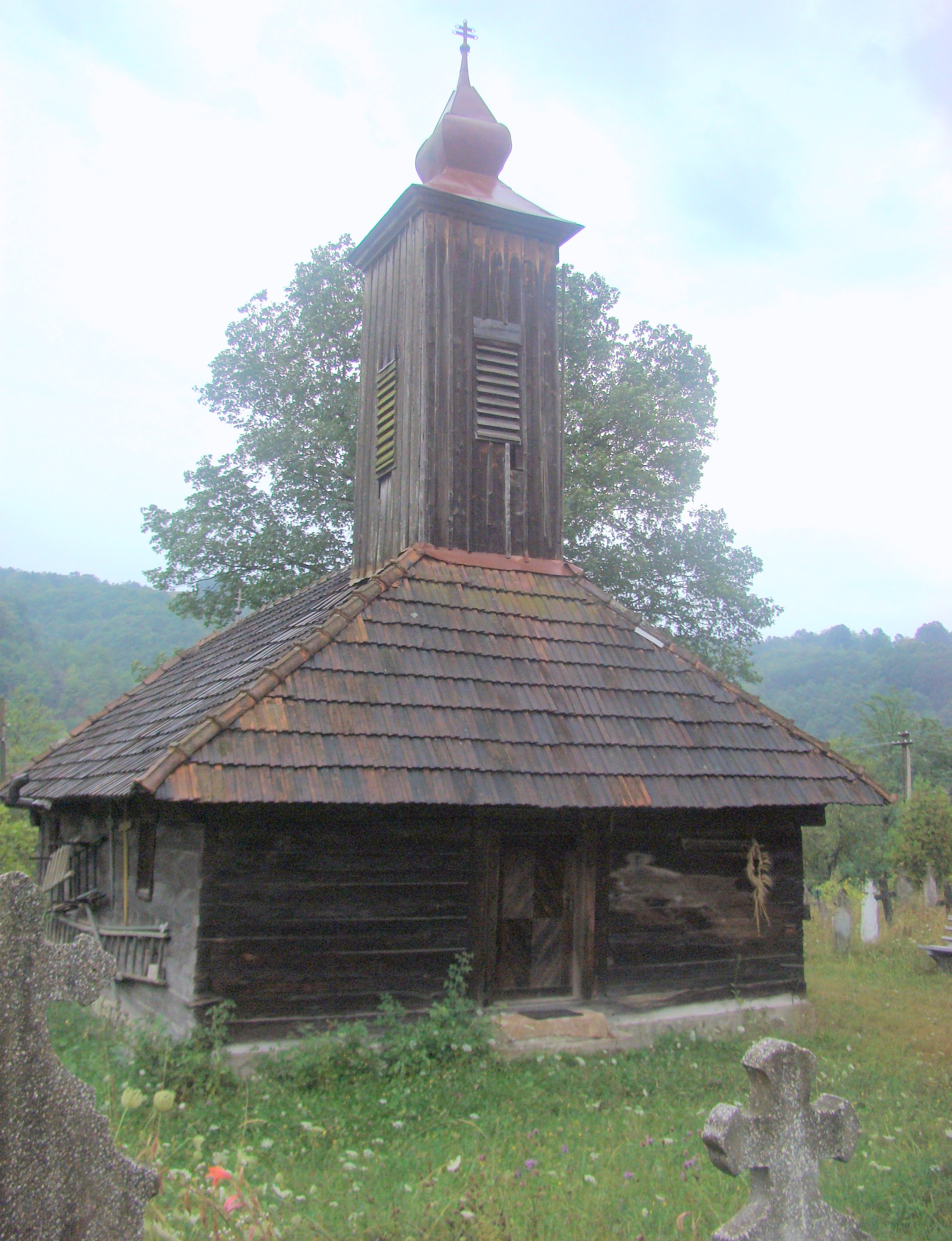
Biserica de lemn din Corbești, monument istoric

Dintre obiectivele turistice ale comunei amintim ansamblul Castelului Salbek (sec. al XIX-lea) - astăzi sanatoriu pentru tratarea afecțiunilor pneumofiziologice, biserica de lemn din Corbești, construită în anul 1800, biserica de lemn ce poartă hramul "Sfântul Mucenic Dimitrie" construită la 1809 și pictată în 1819 din satul Roșia Nouă și castelul (sec. al XVIII-lea - XIX-lea) construit în stil neoclasic din satul Ilteu.

## Date biogeografice

### Relief
Comuna Petriș are relieful caracteristic Văii Mureșului, cunoscând alternanța zonelor de câmpie din Lunca Mureșului cu cele deluroase de pe poalele Munților Zărandului. Altitudinea comunei este de 461 m, iar cele mai înalte cote existente pe teritoriul său sunt: 800 m - Vârful Codrului; 767 m - Vârful Pietrosul; 740 - Vârful Omeag.
Prezența unor dealuri - Pietroasa, Piatra Mâții, Fântâna Ursului și Hănuleasca - situate pe dreapta și pe stânga Văii Roșiei, obligă satele să se înșire pe mai mulți kilometri de-a lungul acestei depresiuni cu deschidere spre râul Mureș.

### Sol
Învelișul de soluri al comunei Petriș este variat, remarcându-se prin întindere solurile brune și solurile silvestre. Cernoziomurile ocupă suprafețe mai întinse în Lunca Mureșului pe raza localităților Petriș și Ilteu. Solurile brune de pădure se găsesc mai ales în zonele de deal din satele Corbești, Roșia-Nouă și Obîrșia. Ca variatăți întâlnim soluri brune-gălbui de pădure și soluri argilo-iluvionare, asociate cu litosoluri, regosoluri și stâncării. Mozaicul petrografic din zona comunei Petriș este evidențiat de intruziunile vechi și rocile vulcanice neogene. Întâlnim valea transversală Roșia cu sectoare de bazinete - ca cel din satul Corbești - și de vale îngustă, ca rezultat al eroziunii diferențiale.

### Ape
Râul Mureș pătrunde în județul Arad prin comuna Petriș, la vest de comuna Zam, județul Hunedoara. După ce parcurge 4 km pe teritoriul județului Arad, râul Mureș primește dinspre nord un afluent numit Valea Roșiei, ce străbate comuna Petriș dinspre izvoarele sale situate sub vârful Breaza din satul Obîrșia. Valea Roșiei este alimentată de mai mulți afluenți coborând din dealurile ce o înconjoară. Cei mai importanți sunt: Pârâul Morilor și Pârâul Izvoarelor din satul Obîrșia; Valea Mrcului, Valea Mică, Hanuleasca, Valea Mare, Lupoaia, Roșuța, Valea Nesî, Timișoaia, Pârâul Stanilesc din satul Roșia-Nouă; Valea Corbească, Meșteroaia din satul Corbești; Valea Sântească, Burdijeni din satul Pietriș.

### Clima
Comuna este caracterizată de un climat temperat continental moderat cu influențe oceanice. Situată în culoarul Văii Mureșului comuna Petriș este caracterizată de un topoclimat de adăpost cu un climat blând. Vânturile dominante sunt austrul, cu o frecvență mai mare din sectorul sudic și vestic și „vântul de pustă” care bate din sectorul de nord-vest.

### Vegetația
Vegetația comunei Petriș se caracterizează prin formațiunile de silvostepă și forestiere și a celor azonale de luncă. Predominante sunt pădurile de fag, carpen, gorun și salcâm. Răzleț se întălnesc și păduri de ștejar, pin și molid. Vegetația de luncă este alcătuită dintr-o serie de specii ierboase și lemnoase caracteristice: sălcii, plopi și arini. Plantele mici răspândite în fânețe sunt numeroase. Amintim: trifoiul roșu (Trifoliul pratense), păpădia (Taraxacum oficinale), ștevia (Rumex paticentia), traista-ciobanului (Capsella bursa pastoris), coada șoricelului (Achillea setacea), mohorul (Setaia glauca) mai ales în zonele mlăștinoase, coada-calului (Equisetum arvense), patlagina (Plantago langiolata), roinița (Melissa officinalis) denumită popular floarea-stupilor, șovârvul (Origanum vulgare), tătăneasa (Symphytum officinale), turița mare (Agrimonia eupatoria). Pe malul râului Mureș dar și pe lângă pârâuri întâlnim: urzica (Urtica dioica), potbalul (Tussilago farfara). Terenurile umede, talazurile și grohotișurile sunt acoperite cu covoare de flori de potbal care apar cu mult timp înaintea frunzelor. Întâlnim, de asemenea, lumânărica (Verbascum phlomoides) sau coada-vacii și captalanul (Petasites officinales).
Colinele uscate, terenurile stâncoase și marginile pădurilor adăpostesc cimbrișorul-de-câmp (Taymus serpillum), plantă ce înmiresmează natura pe tot timpul verii, turta (Carlina acaulis), numită și scaiete, poroinicul (Orchis morio) sau bujor, sânzâienele galbene (galium verum), năpraznica (Geranium robertianum), măcrișul de pădure (Oxalis acetosella) cunoscută și ca trifoi acru, murul (Rubus fructicosus), mușchi de piatră (Centraria islandica), ciuboțica-cucului (Primula officinalis) sau anglicelul. În adâncul pădurilor întâlnim: toporași (Viola adorata), rostopasca (Chelidonium majus) etc.

### Fauna
Dintre animalele mari care compun fauna comunei Petriș cele mai răspândite sunt: mistrețul, cerbul, căpriorul și vulpea. Se întălnesc mai rar, în locurile împădurite izolate, lupul, pisica sălbatică și cerbul lopătar. Animalele mici care populează dealurile din comună sunt: dihorii, viezurii, iepurii, aricii, nevăstuicile, șoarecii și șobolanii de deal. Dintre reptile, șarpele de apă, napârca și șopârla de deal sunt cele mai răspândite. Rare, dar extrem de periculoase, sunt viperele, întâlnite în locurile stâncoase. Păsările cele mai cunoscute sunt: mierla, privighetoarea, pițigoiul, rândunica, graurul, vrabia, gaița, cioara, codobatura, uliul, bufnița, corbul și cucul. Dintre pești, pe lângă cei cunoscuți în râul Mureș, se întălnesc în apele mici din satele comunei cleanul, mreana, mureșanul, porcușorul și plătica. Insectele întâlnite în această zonă sunt: musca comună, viespele, albina țigănească, gaunele, dragoiașul, țânțarul, furnica, cărăbușul, rădașca și altele.

## Galerie de imagini
Biserica „Sf.Mucenic Gheorghe”, ridicată în 1883, din cărămidă, în stil baroc-vienez, pe locul unei vechi biserici de lemn:

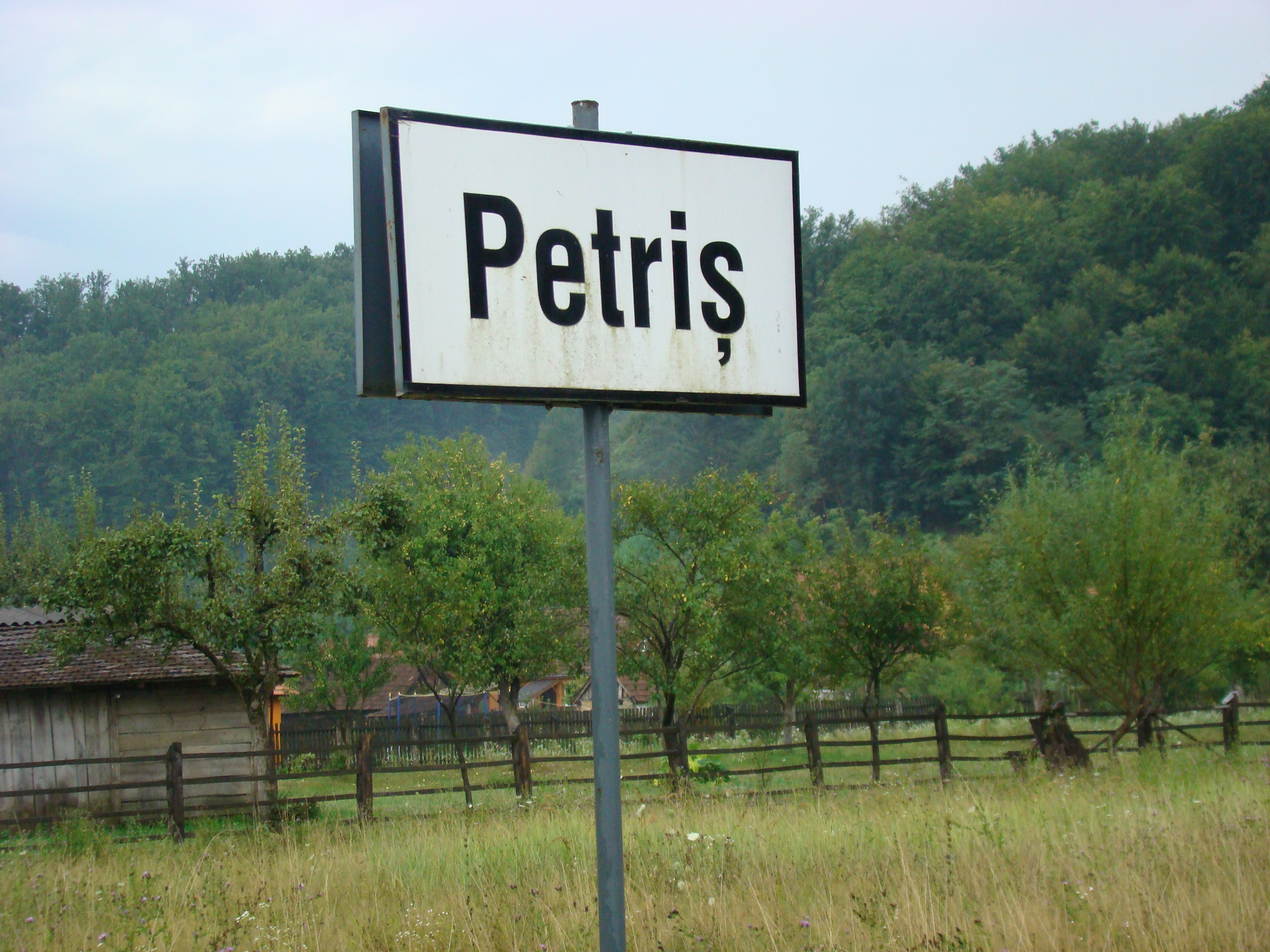
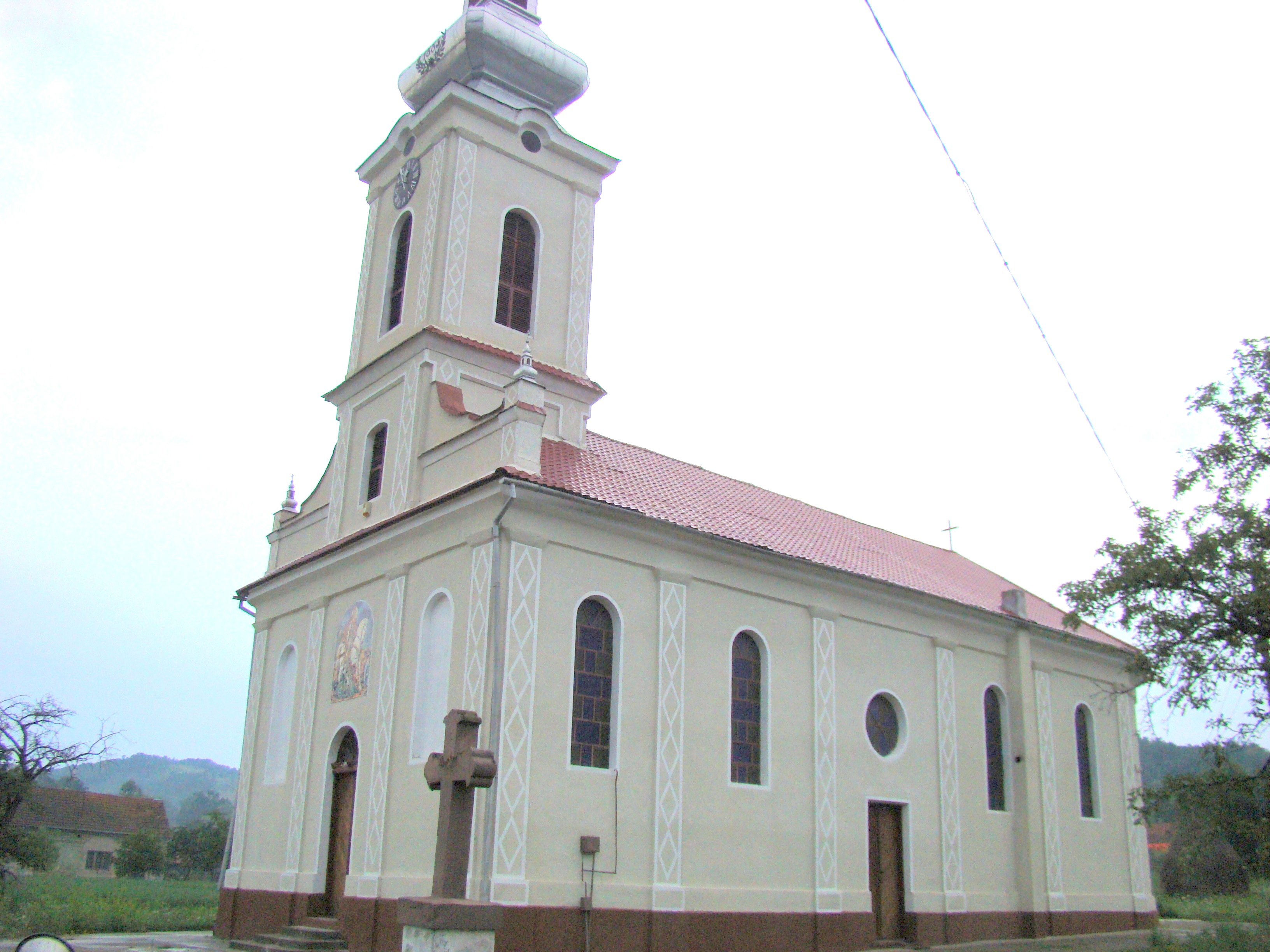
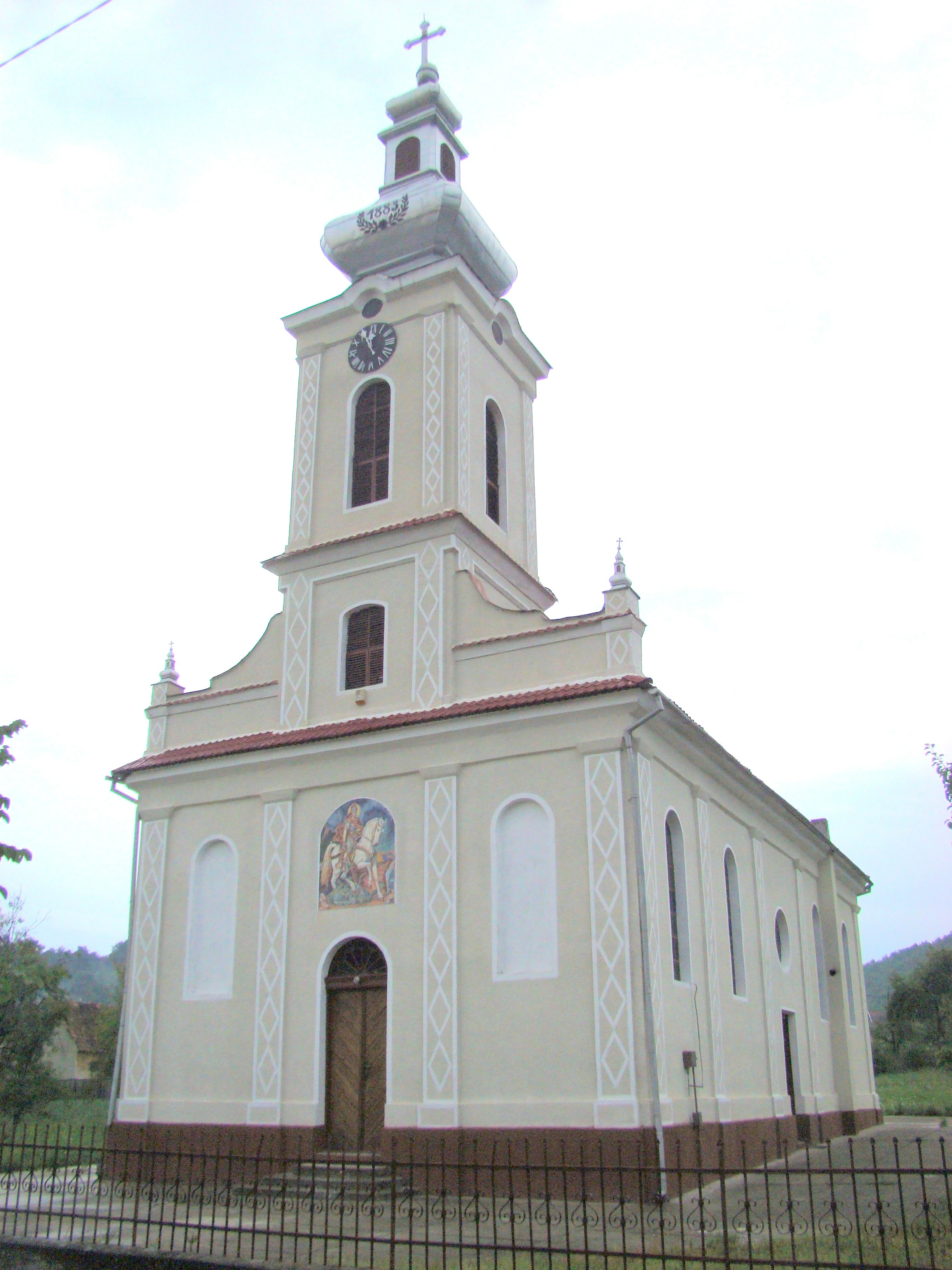

## Personalități născute aici
- Sabin Drăgoi (1894 - 1968), compozitor, profesor, muzicolog și folclorist.